# Rafael Correia
Pour les articles homonymes, voir Correia.
Rafael Correia, de son nom complet Rafael António Correia, est un footballeur portugais né le 5 avril 1915 à Almada et mort en 1958. Il évoluait au poste d'attaquant.

## Biographie

### En club
Rafael Correia est un grand joueur du CF Belenenses, club avec lequel il évolue pendant toute sa carrière,,.
Avec ce club, il est champion en 1946 et remporte une Coupe du Portugal en 1942.
Il dispute 156 matchs pour 106 buts marqués en première division portugaise durant quatorze saisons,. Il réalise sa meilleure performance lors de la saison 1942-1943, où il inscrit 21 buts.

### En équipe nationale
International portugais, il reçoit six sélections en équipe du Portugal entre 1938 et 1946, pour aucun but marqué.
Son premier match est disputé le 6 novembre 1938 en amical contre la Suisse (défaite 0-1 à Lausanne).
Son dernier match a lieu le 14 avril 1946 contre la France en amical (victoire 2-1 à Oeiras).

## Palmarès
Avec le CF Belenenses :
- Champion du Portugal en 1946
- Vice-champion du Portugal en 1937
- Vainqueur de la Coupe du Portugal en 1942
- Finaliste de la Coupe du Portugal en 1940 et 1941